# Raymond Paley
Raymond Paley   (Bournemouth, 7 de gener de 1907 - Banff, 7 d'abril de 1933) va ser un matemàtic anglès. Paley va néixer a Bournemouth, Anglaterra, va estudiar a Eton i després va entrar al Trinity College de Cambridge, on va ser l'estudiant més brillant. El 1930 va guanyar el Premi Smith i va ser escollit membre del Trinity College.
Les seves contribucions inclouen el mètode Paley per a la construcció de matrius d'Hadamard (estretament relacionat amb els grafs de Paley en la teoria de grafs) i la seva col·laboració amb Norbert Wiener en el teorema de Paley-Wiener (anàlisi harmònica). Va col·laborar amb Antoni Zygmund sobre les sèries de Fourier (desigualtat Paley-Zygmund) i va treballar amb Littlewood en el que es coneix com la teoria de Littlewood-Paley, una aplicació de tècniques de variables reals en l'anàlisi complexa.

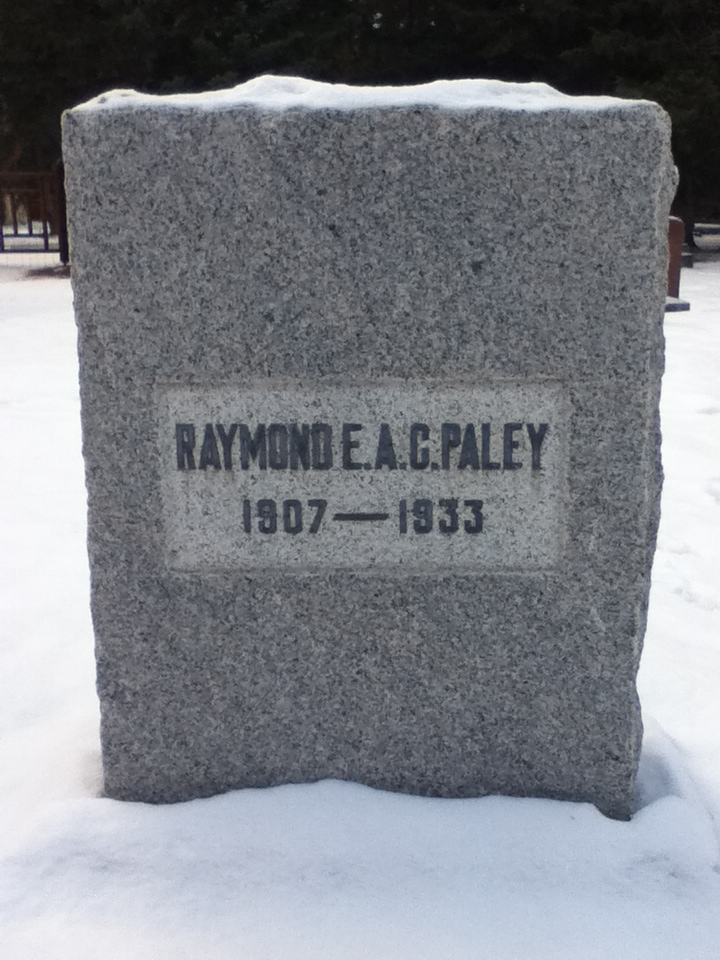
Cementiri de Banff. Tomba de Paley.

El 7 d'abril de 1933, Paley va morir en un accident quan esquiava sol a una altitud de 9.600 peus a Banff, Alberta. Va ser víctima d'una allau a Deception Pass, Fossil Mountain a les Muntanyes Rocoses canadenques, i la seva mort va ser presenciada pels seus companys al peu de la muntanya. Els guardaboscos i un membre de la Policia Muntada del Canadà van recuperar el cos, que està enterrat al cementiri de la ciutat de Banff.